# Hrabia de Saint-Germain

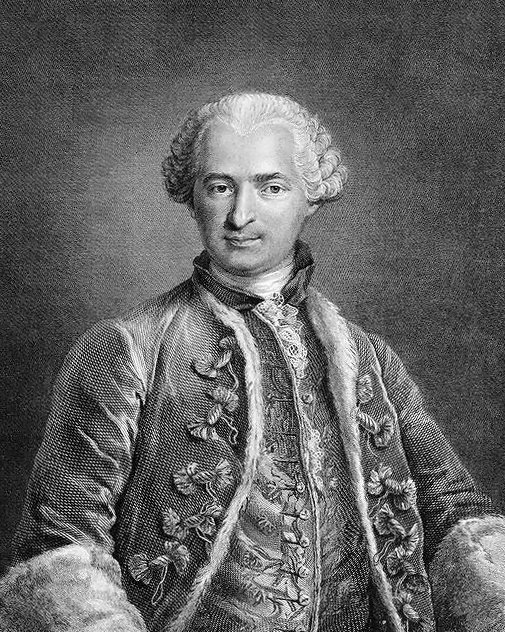
Jedyny zachowany portret hrabiego de Saint Germain.

Hrabia de Saint-Germain (ur. ? , zm. przypuszczalnie 27 lutego 1784), znany też jako „Cudowny Człowiek” (der Wundermann) – francuski szlachcic, dworzanin, podróżnik, wynalazca, wirtuoz pianina i skrzypiec, malarz i poeta. Wykazywał też zdolności w dziedzinie alchemii i prekognicji. Po jego śmierci wiele organizacji okultystycznych (np. The Summit Lighthouse) uznało go za swojego duchowego patrona. W przeciągu lat wiele osób twierdziło, że są hrabią de Saint Germain.

## Życiorys

### Pochodzenie
Niewiele wiadomo o przeszłości i prawdziwej tożsamości hrabiego Saint Germain. Istnieje wiele spekulacji na temat jego pochodzenia i przodków. Niektóre zakładają możliwość, że był nieślubnym dzieckiem hrabiego Adanero z Bayonne i Marii Anny Neuburskiej, wdowy po Karolu II Habsburgu, królu Hiszpanii. Inne, że był synem Franciszka II Rakoczego, księcia Siedmiogrodu.

### Na dworach Europy
Po raz pierwszy hrabia de Saint Germain pojawił się w roku 1710 w Wenecji, gdzie poznał młodą hrabinę de Georgy. Przedstawiał się wówczas jako markiz Balletti. Jego wiek oceniono na około 40 lat. Z różnych źródeł wynika, że hrabia był w następnych latach gościem wielu lóż wolnomularskich i tajnych stowarzyszeń.
De Saint-Germain pojawił się Londynie w 1743 i w Edynburgu w 1745, gdzie został aresztowany za szpiegostwo, lecz wkrótce wypuszczony. W tym czasie zdobył reputację wspaniałego wiolonczelisty. Spotkał też Jana Jakuba Rousseau. W 1746 zniknął. Horace Walpole, który poznał go w Londynie rok wcześniej, opisał go następująco: „Śpiewa, wspaniale gra na wiolonczeli, komponuje, jest szalony i niezbyt rozsądny”.
Ponownie pojawił się w Wersalu w 1758. Wywołało to wielkie poruszenie. Nabył kwatery w Zamku Chambord. Hrabia Saint-Germain zasłynął ze swoich olbrzymich bogactw, często pokazywał się obwieszony drogocennymi kamieniami. Rozdawał też liczne prezenty, tkaniny barwione nowymi technikami, a nawet diamenty. Mimo to mówiono, że nie mają dla niego większej wartości. W tym okresie pojawiła się też plotka o długowieczności tajemniczego szlachcica. Saint Germain był bliskim znajomym i doradcą Ludwika XV Burbona i jego metresy Madame de Pompadour. W tamtym okresie nadworny błazen i mim, Gower, zaczął parodiować salonowe maniery hrabiego, żartując, że ten mógł być doradcą nawet samego Jezusa. Opuścił Paryż w 1760, po tym, jak Étienne-François de Choiseul próbował go aresztować.
Po tych wydarzeniach Saint Germain wyjechał do Rosji. Prawdopodobnie był w Sankt Petersburgu, w czasie, gdy Katarzyna II Wielka obejmowała tron. Późniejsze teorie spiskowe zakładały, że była to zasługa hrabiego. Rok później Saint Germain wyjechał do Północnych Niderlandów (obecnie Belgia). Tam kupił ziemię i przyjął nazwisko Surmount. Próbował zaoferować swoje usługi – obróbkę drzewa, skóry, wytwarzanie farb olejnych. W trakcie negocjacji z ministrem Karlem von Cobenzl napomknął o swoim królewskim rodowodzie oraz dokonał rzekomej transmutacji, zamieniając kawałek żelaza, w coś do złudzenia przypominającego złoto. Po tych wydarzeniach słuch o nim zaginął na 11 lat.

### Powrót po latach
Ponownie pojawił się w 1774, przedstawiając się bawarskiemu hrabiemu jako Freiherr Reinhard Gemmingen-Guttenberg, hrabia Tsarogy. W 1776 Saint Germain był w Niemczech, gdzie tytułował się hrabią Welldone i ponownie oferował swoje wyroby – kosmetyki, wina, alkohole, kość słoniową. Zraził jednak wysłanników króla Fryderyka II swoimi opowieściami o transmutacji i tym, że porównał siebie do Boga. Królowi Fryderykowi osobiście oświadczył, że jest wolnomularzem.
Osiadł w domu księcia Karla von Hesse-Kassel, gubernatora Schleswig-Holstein. Tam spędzał czas na studiowaniu ziołolecznictwa i chemii. Księciu oświadczył, że jest Franciszkiem II Rakoczym, księciem Siedmiogrodu.
Hrabia Saint Germain zmarł na dworze księcia, 27 lutego w 1784 prawdopodobnie na zapalenie płuc. Pogrzeb odbył się 2 marca, co odnotowano w księgach parafialnych kościoła w Eckernförde. Gdy kilka dni później otwarto trumnę, okazała się pusta.

### „Życie po życiu”
Niespełna rok później, 15 lutego 1785, roku Saint-Germaina rzekomo widziano w towarzystwie alchemika Cagliostro, lekarza Franza Mesmera i francuskiego pisarza i filozofa Luois-Claude’a de Saint-Martina na wielkim zjeździe okultystów w Wilhelmsbad.
Kolejne pogłoski o nadal żyjącym Saint Germainie pojawiły się w Paryżu w 1835 roku. W 1836 roku pojawił się na pogrzebie Karola z Hesji-Kassel, gdzie rozpoznało go wielu spośród tysięcy przybyłych. Lord Lytton nazwał go w 1842 roku bliskim przyjacielem, zaś w 1867 roku hrabia wziął udział w spotkaniu Wielkiej Loży Mediolanu. Ostatni raz z Saint-Germainem spotykała się w 1896 roku teozofka Annie Besant (kontynuatorka prac Heleny Bławatskiej). Podobno też w 1902 miał się spotkać z Saint-Germainem Rudolf Steiner (wg książki Steinera „Droga do wtajemniczenia”).

## Wpływ na kulturę i sztukę

### Literatura
- Postać Hrabiego de Saint-Germain pojawia się w powieści Rękopis znaleziony w Saragossie Jana Potockiego. Występuje tam wzmianka, iż Hrabia de Saint-Germain jest nieśmiertelnym współwychowankiem Żyda Wiecznego Tułacza, będącym synem żołnierza rzymskiego i syryjskiej kobiety, a jego prawdziwe imię brzmi Germanus.
- Saint-Germain pojawia się w opowiadaniu Aleksandra Puszkina Dama pikowa.
- Postać Hrabiego de Saint-Germain pojawia się w powieści Wahadło Foucaulta autorstwa Umberta Eco.
- Saint-Germain występuje w utworach Michaela Scotta Alchemik, Mag, Czarodziejka, jest w nich nieśmiertelnym mistrzem żywiołu ognia.
- Chelsea Quinn Yarbro(inne języki) jest autorką kilkunastu horrorów o wampirze, którego postać zainspirował Saint Germain.
- Saint-Germain jest zakulisowym, ezoterycznym mistrzem, który pociąga za sznurki amerykańskiej rewolucji w opowiadaniu Dwie korony Ameryki Katherine Kurtz(inne języki).
- W powieści Traci Harding Cosmic Logos Saint-Germain pojawia się jako Mistrz Rakoczy.
- Mała wzmianka o hrabim jest zamieszczona w powieści Klub Dumas Arturo Pérez-Reverte.
- Hrabia Saint-Germain pojawia się również w Trylogii czasu Kerstin Gier, jest założycielem Kręgu Dwanaściorga
- Jest bohaterem negatywnym w powieści Pan Samochodzik i Krzyż Lotaryński Arkadiusza Niemirskiego
- Postać hrabiego de Saint Germain pojawiła się w pozycjach Ręce precz od tej książki i Rozmowy ze śmiercią autorstwa Jana van Helsinga.
- Hrabiemu de Saint-Germain poświęcony jest jeden rozdział w książce Ludzie o nadludzkich mocach Andrzeja Sarwy
- Postać Saint-Germaina opisana jest w opowiadaniu Waldemara Łysiaka Eliksir młodości z II części zbioru Perfidia oraz eseju Człowiek z Chambord w zbiorze Francuska ścieżka
- W książce autorstwa Ramtha, Eliksir zwany miłością w rozdziale 4 Don Juan i Saint Germain w domu hrabiny pojawia się jako alchemik absolutny.
- Postać hrabiego de Saint-Germain pojawia się w książce "Uwięziona w Bursztynie" drugiej części serii "Obca" Diany Gabaldon.
- Postać hrabiego pojawia się w dwóch powieściach Andrzeja Sarwy: Wieszczba krwawej głowy i  Cmentarz świętego Medarda.

### Komiks
- Saint-Germain pojawia się w komiksie Sandman: The Dead Boy Detectives (do którego scenariusz napisał Neil Gaiman).
- Autorka mangi D.Gray-man zaznaczyła, że demoniczny złoczyńca Millenium Earl był wzorowany na Saint-Germainie.
- W jednym z numerów komiksu The X files hrabia występuje jako postać epizodyczna.
- W mandze Driffters jest jedną z postaci pobocznych trafiających do innego świata

### Gry
- Pojawił się w grze wideo Castlevania: Curse of Darkness jako tajemnicza postać podróżująca w czasie.
- W grze MMORPG Nexus War znajduje się wyspa Saint-Germaina.
- Gra RPG Unknown Armies przedstawia Saint-Germaina jako nieśmiertelną, tajemniczą postać, znaną też jako „Pierwszy i ostatni człowiek”
- Jest on jedną z głównych postaci w japońskiej grze otome "Ikemen Vampire" jako czystokrwisty wampir, właściciel rezydencji, w której mieszkają zamienione przez niego w wampiry postacie historyczne.
- Pojawia się jako jeden z głównych bohaterów w grze Card Shark, ucząc głównego bohatera oszukiwania przy grze w karty oraz podróżując wraz z nim w późniejszych etapach gry.

### Muzyka
- Saint Germain, w skrócie St Germain, jest pseudonimem scenicznym francuskiego muzyka Ludovica Navarre'a, tworzącego muzykę z pogranicza nu-jazzu, house'u i lounge'u.

### Film
- Saint Germain pojawia się jako jedna z postaci serialu animowanego Castlevania produkcji Netflix.